# Eleccions legislatives de Guinea Bissau de 2008
Les eleccions legislatives de Guinea Bissau de 2008 van tenir lloc a Guinea Bissau el 16 de novembre de 2008. El resultat va ser una victòria per al Partit Africà per la Independència de Guinea i Cap Verd (PAIGC), que va obtenir 67 dels 100 escons de la Assemblea Nacional Popular, mentre que el Partit de Renovació Social (PRS) va obtenir 28 escons.

## Antecedents

### Data de les eleccions
En una concentració a Gabú el 17 de juliol de 2007, el president João Bernardo Vieira va dir que les eleccions se celebrarien juntament amb les següents eleccions presidencials en 2009 per tal d'estalviar diners, però l'Assemblea Nacional Popular no n'estava d'acord. No obstant això, el titular de la Comissió Nacional Electoral (CNE), El Hadj Malam Mané, va dir el 8 de desembre de 2007 que les eleccions se celebrarien entre el 23 d'octubre i el 25 de novembre de 2008. El 5 de desembre de 2007 el president Vieira es va reunir amb 35 líders dels partits, i 33 d'ells va estar d'acord en l'interval de dates de la CNE; dos partits, el Partit d'Unitat Nacional i el Partit per la Democràcia, el Desenvolupament i la Ciutadania (PADEC), no van estar d'acord, volien que les eleccions se celebrassin al març o abril de 2008.
En un discurs davant l'Assemblea Nacional Popular el 24 de març de 2008, Vieira criticà fortament el govern del primer ministre Martinho Ndafa Kabi per no preparar-se adequadament per les eleccions, dient que "el govern no crea les condicions per facilitar la celebració de les eleccions legislatives dins dels temps requerits per la Constitució". També va assenyalar que el mandat de l'Assemblea expiraria el 21 d'abril de 2008, quatre anys després de les eleccions anteriors, i que després el treball de l'Assemblea ha de ser manejat únicament pel seu Comitè Permanent. El 25 de març, després de consultes amb els representants dels partits polítics, la societat civil, el CNE i diplomàtics estrangers, Vieira va decidir el 16 de novembre de 2008 com a data de les eleccions.
El 27 de març l'Assemblea va votar per estendre el seu mandat fins al novembre per una votació de 65-2. L'extensió va ser vista per molts com un desafiament a Vieira, ja que ell havia dit que la feina de l'Assemblea seria manejada únicament pel seu Comitè Permanent després del 21 d'abril, i va provocar una oposició significativa. El PAIGC es va oposar a l'extensió, mentre que el PRS i el Partit Unit Social Democràtic (PUSD) li van donar suport. Un grup de 20 diputats que es van oposar a l'extensió van dir el 15 d'abril que l'extensió era una violació de la Constitució i que no participarien en les sessions parlamentàries després del 21 d'abril; Mentrestant, el Consell d'Estat va sol·licitar a l'Assemblea per revertir l'extensió. No obstant això, l'Assemblea va votar a favor de mantenir l'extensió el 16 d'abril, amb 68 diputats a favor, set en contra i set abstencions.
El 18 d'abril va tenir lloc una trobada entre Vieira, el govern, l'Assemblea i el Consell d'Estat que pretenia avaluar la situació política. Posteriorment, les organitzacions de la societat civil van demanar la dimissió del primer ministre Kabi, acusant-lo de fer amenaces de mort en la reunió al membre de l'Assemblea Fernando Gomis. Les organitzacions van dir que Kabi va ser incapaç de controlar la seva ira i, com a conseqüència, no era adequat que dirigís el govern. A més, les organitzacions han demanat a Vieira de no promulgar l'extensió del mandat parlamentari, i van amenaçar amb organitzar protestes si Vieira no va descartava el govern de Kabi i dissolia l'Assemblea.
El 19 de maig Vieira va dir que havia promulgat la llei que disposava l'ampliació del mandat parlamentari. Mentre assenyalava que els que s'oposen a l'extensió actuaven correctament, va dir que calia, però, que s'aprovés pel bé de la pau i l'estabilitat.
L'1 d'agost el Tribunal Suprem va anul·lar la llei d'e l'extensió del mandat dels diputats fins a les eleccions. Després de consultes amb la classe política, la societat civil, i el Consell d'Estat, Vieira va dissoldre l'Assemblea Nacional Popular el 5 d'agost, deixant al seu lloc només el seu Comitè Permanent. També va nomenar Carlos Correia qui prèviament havia estat primer ministre sota Vieira de 1991 a 1994 i de 1997 a 1998& com a primer ministre el mateix dia, substituint Kabi. El 9 d'agost es va nomenat el nou govern presidit per Correia. This government was dominated by Vieira loyalists i membres del PAIGC, incloent dissidents del PAIGC que eren partidaris de Vieira. El nomenament d'un d'aquests dissidents del PAIGC, Cipriano Cassamá, com a Ministre de l'Interior es va considerar especialment significatiu, a causa de la responsabilitat del Ministeri de l'Interior en les eleccions. Al PRS se li van donar cinc càrec en el govern, mentre que el Partit Republicà per la Independència i el Desenvolupament (PRID) i l'Aliança del Poble Unit (APU) van obtenir cadascun un sol càrrec.
Poc després del nomenament de Correia es va dir que s'havia frustrat un intent de cop suposadament dirigiy pel cap de la Marina, el contraalmirall Americo Bubo Na Tchuto. Segons un portaveu de l'Exèrcit, Na Tchuto va demanar als altres oficials d'alt rang que donessin suport al seu cop, que estava previst per al 7 d'agost, però quan se li va demanar al cap de l'estat major de l'exèrcit d'unir-se a la trama, aquest va ordenar la detenció de Na Tchuto. Na Tchuto fou posat sota arrest domiciliari, però va escapar i va fugir a Gàmbia, on va ser detingut per les autoritats de Gàmbia el 12 d'agost.
L'11 d'agost el secretari general de l'ONU Ban Ki-moon va emetre un comunicat dient que estava "profundament preocupat per les creixents tensions polítiques i de seguretat a Guinea Bissau" i fent una crida "a tots els interessats nacionals per treballar de manera cooperativa i junts en pau per l'interès nacional i en el ple respecte de l'estat de dret".
Una missió d'avaluació preelectoral de la Unió Africana dirigida per Anil Gayan de Maurici, va arribar a Bissau el 18 d'agost; la missió va consistir a determinar es donaven les condicions adequades per a la celebració de les eleccions. Els membres de la missió es va reunir amb el primer ministre Correia el 21 d'agost, i Correia van afirmar la intenció del govern de realitzar les eleccions en la data prevista al novembre.
Per llei, les llistes de candidats havien de presentar-se almenys 60 dies abans de la celebració de les eleccions. A mesura que el termini de què disposa entrava en la seva última setmana, el president de la Cort Suprema Maria do Ceu Silva Monteiro expressava la seva preocupació pel 10 de setembre que cap dels partits havia presentat les seves llistes a la Comissió Nacional Electoral o al Tribunal Suprem, si bé 17 partits havien declarat llur intenció de participar en les eleccions. Al final de la setmana 21 partits i coalicions presentaren les llistes de candidats i van ser aprovades pel Tribunal Suprem. Les llistes presentades per 12 altres partits van ser rebutjades pel fet que es van presentar una hora massa tard. Les llistes aprovades incloïen dues coalicions, el Aliança Democràtica i l'Aliança de Forces Patriòtiques, així com dos nous partits, rl PRID (liderada per l'exprimer ministre Aristides Gomes) i el PADEC (liderada per l'exprimer ministre Francisco Fadul).
Una missió d'avaluació preelectoral de la Unió Europea va ser enviada a Guinea Bissau, i el 18 de setembre el primer ministre Correia va mantenir converses amb la missió sobre els preparatius electorals. La missió va ser dirigida per Harro Adt, l'enviat especial de la Presidència del Consell de la Unió Europea per la conca del riu Mano, qui es va mostrar optimista pel que fa a la situació política de Guinea Bissau.
Després que la Comissió Nacional de Registre Electoral va publicar les llistes de votants registrats, alguns ciutadans que s'havien registrat van queixar-se que no eren inclosos en les llistes. Segons els informes, hi va haver molts errors en les llistes, i el Ministeri de l'Interior es va comprometre a rectificar la situació per la qual cosa les llistes finals publicats per la CNE serien precises.
A finals de setembre el vicepresident del PRS Ibrahima Sori Djalo va al·legar que el President Vieira i el Primer Ministre Correia estaven planejant retardar les eleccions fins a 2009, possiblement aprofitant una epidèmia de còlera com a pretext. També va afirmar que havia plans per manipular les eleccions a favor del PAIGC.

### Finançament
L'1 d'abril, després de parlar amb representants d'organitzacions internacionals i diplomàtics, el primer ministre Kabi va demanar a la comunitat internacional ajuda per assolir els 3,7 milions de francs CFA requerits per al pressupost de les eleccions. Va dir que el govern portuguès havia acordat subministrar el material electoral necessari. Tres mesos després l'1 de juliol, Cristian Nabitan, Secretari d'Estat per a la Reforma Administrativa, va anunciar l'aprovació d'un gran carregament de material electoral des de Portugal, incloent paperetes, urnes, cabines de votació i tinta indeleble; va dir que aquest enviament va representar el 75% dels materials que necessitava Guinea Bissau per les eleccions i que un altre carregament arribaria a Bissau l'endemà. Els materials van ser valorats en uns 41 milions de francs CFA. El govern portuguès també va dir que enviaria observadors electorals si se li demana que ho fes.
El govern i el Programa de les Nacions Unides per al Desenvolupament van signar un acord de finançament electoral el 10 de juliol de 2008, proporcionant prop de 430.000 $ dòlars nord-americans.

### Cens
Un cens electoral va començar el 3 de juliol de 2008, que conclouria el 23 de juliol. En la primera part del període de registre, el nombre de ciutadans que registraren era baix segons els informes, encara que el ministre de l'Interior Certório Biote va dir el 9 de juliol que el procés anava bé. El president del PRS Kumba Ialá retornà a Bissau des del Marroc el 7 de juliol per registrar-se per les eleccions. En aquesta ocasió va predir que el PRS guanyaria les eleccions amb una majoria d'escons, i va demanar a tots els ciutadans "de 16 a 120 anys" que votessin. En un discurs a la nació uns dies abans d'acabar-se el termini de la inscripció, Vieira també va instar tots els ciutadans en edat de votar a registrar-se, i va dir que el termini podria ampliar-se per permetre a més persones registrar-se. El 22 de juliol es va anunciar que el termini d'inscripció s'estendria al 26 de juliol a causa de les dificultats financeres i logístiques.

## Sistema electoral
Els 102 membres de l'Assemblea Nacional Popular serien elegits per escrutini proporcional plurinominal en 27 circumscripcions plurinominals. Almenys el 50% dels votants estaven obligats a votar en una circumscripció per validar els resultats.

## Campanya

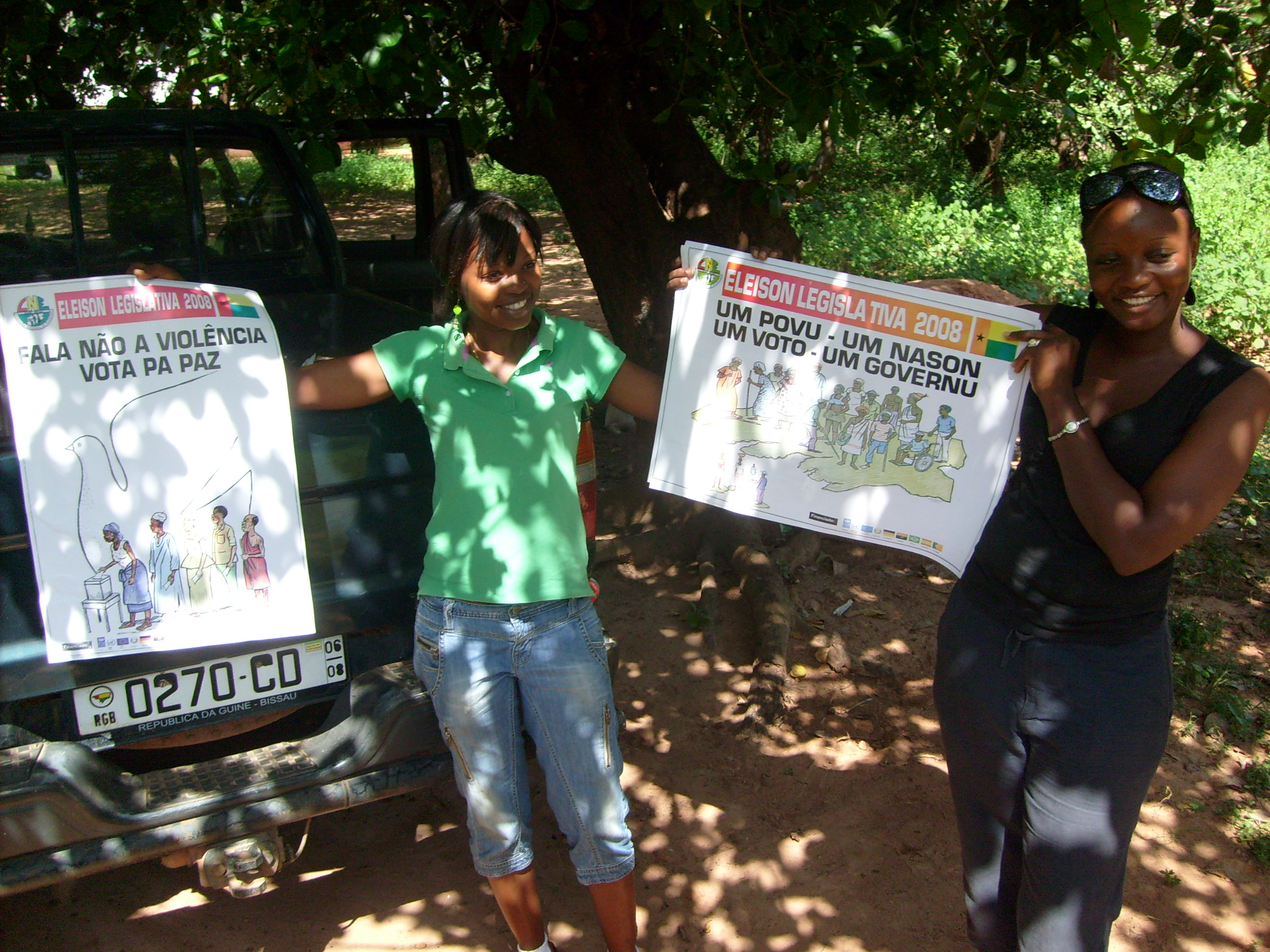
Campanya d'educació electoral amb cartells en crioulo

La CNE va publicar la llista final de 575 candidats el 21 d'octubre. El període de campanya electoral, prevista per als últims 20 dies, va començar als pocs dies. En una entrevista amb l'Agència de Premsa Africana el 24 d'octubre, el president de la CNE Mané va instar als candidats a "abstenir-se de tota forma de corrupció electoral o actes que puguin posar en perill la seguretat nacional o l'ordre social i la unitat". Va dir que els candidats podrien enfrontar-se a la desqualificació i accions legals si no desobeïen el mandat.
Com a part de la seva campanya, el PAIGC va dir que tenia una bona relació amb el president Vieira, i va utilitzar imatges de Vieira i del president del PAIGC Carlos Gomes Júnior junts uns mesos abans aixecant els braços en un gest de celebració, per il·lustrar aquest punt. Es va informar que a Vieira no li agradava aquest ús de la seva imatge en la campanya del PAIGC.

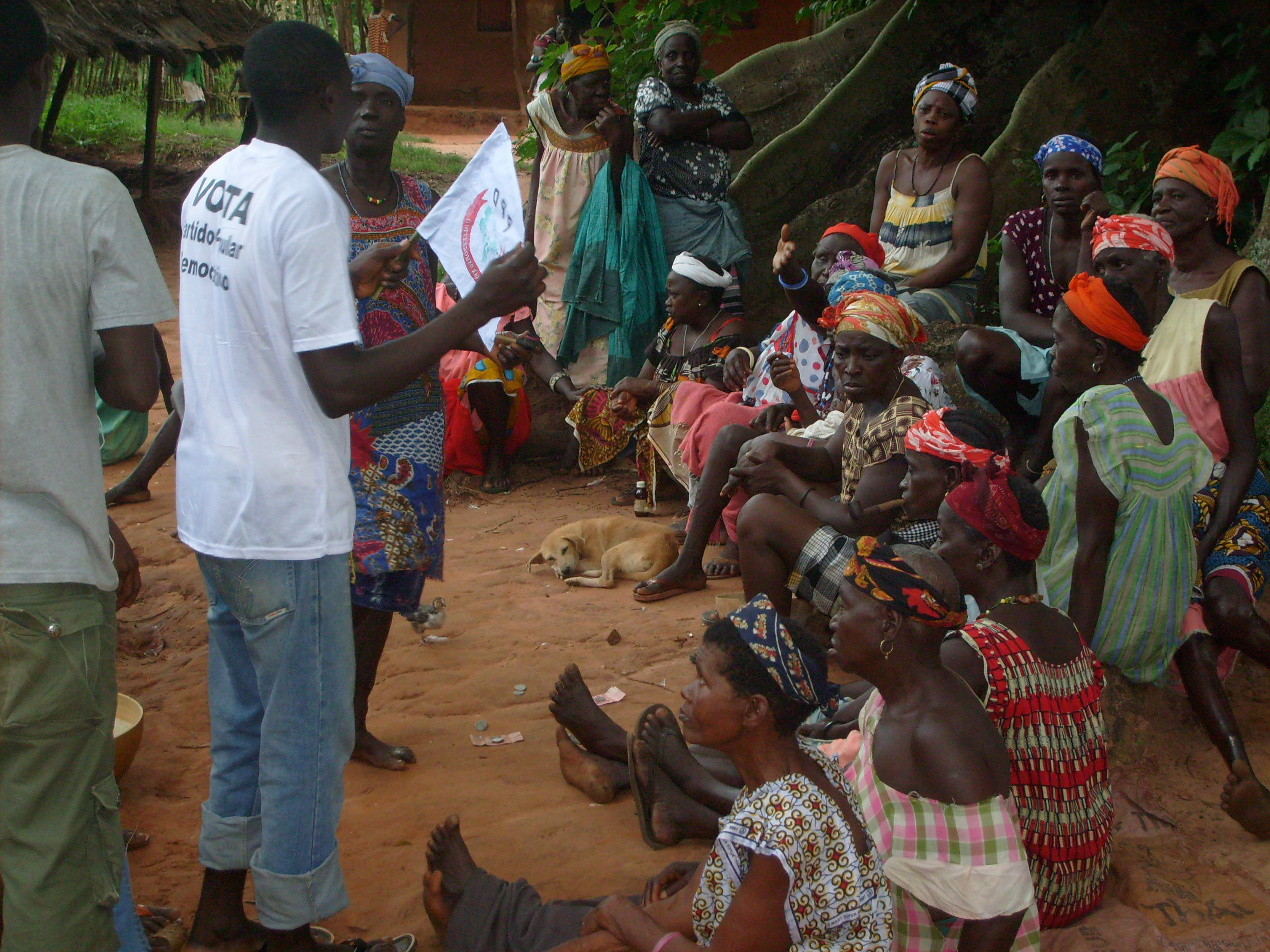
Campanya política comunitària a la regió de Biombo, 2008

El tràfic de drogues, que és un problema important a Guinea Bissau, ha estat un tema clau en la campanya electoral, ja que els partits s'han acusat mútuament d'estar implicats en el tràfic de drogues i prendre diners del càrtels per finançar les seves campanyes. Segons els observadors, la capacitat de l'Estat per acabar amb el tràfic de drogues és molt limitada, i alguns han descrit Guinea Bissau com a narcoestat. Gomes Junior va dir en un míting del PAIGC el 29 d'octubre que "només els cecs no poden veure que certs partits es financen amb diners de la droga". el president del PRID Aristides Gomes va assenyalar una confiscació de cocaïna feta al setembre de 2006, durant el seu mandat com a primer ministre, per tal de reforçar la imatge del seu partit en relació amb el tràfic de drogues; però la confiscació de cocaïna es va veure entelada per la seva posterior desaparició. El president del PRS Kumba Ialá va acusar Vieira de tràfic de drogues, descrivint-lo com el narcotraficant més important de Guinea Bissau. Vieira no va respondre a l'acusació de Ialá.
El 15 de novembre Johan van Hecke, cap de la missió d'observadors de la Unió Europea, va lloar la CNE pel seu "notable treball" i va expressar la seva opinió que el país estava "a punt per a les eleccions". Va ser, però, crític amb la manca de voluntat del govern perquè la CNE tingués independència financera, i també va declarar que "no era del tot clar" si les apel·lacions pel que fa als resultats de les eleccions s'haurien d'anar a la CNE o al Tribunal Suprem.

## Incidents
Els centres de votació van obrir a les 7:00 del matí el dia de les eleccions i estaven programats per tancar a les 5:00 de la tarda. Van Hecke va estimar la participació en al voltant de 70 a 80%, i que no hi va haver incidents reportats, augmentant les esperances d'una estabilització de la situació. En una reunió amb els observadors electorals el 17 de novembre, l'enviat especial de l'ONU Shola Omoregie va descriure les eleccions com una "fita per a Guinea Bissau" i una "victòria per a la democràcia". També va comentar que les eleccions va ser "dutes a terme en conjunt d'una manera transparent i ordenada sense cap interferència política o militar".

## Resultats
Els resultats provisionals publicats per la CNE el 21 de novembre van mostrar que el PAIGC va obtenir 67 de 100 escons, mentre que el PRS va obtenir 28, el PRID va obtenir tres, el Partit Nacional va obtenir-ne un, i l'Aliança Democràtica un. El CNE va xifrar la participació en el 82%. K. Ialá, president del PRS, qüestionà els resultats i va al·legar frau. Els resultats finals foren anunciats el 26 de novembre; el nombre d'escons per a cada partit en el resultat final era idèntic als nombres en els resultats provisionals.
| Partit                                                     | Vots    | %     | Escons | +/– |
| ---------------------------------------------------------- | ------- | ----- | ------ | --- |
| Partit Africà per la Independència de Guinea i Cap Verd    | 227,350 | 49.52 | 67     | +22 |
| Partit de Renovació Social                                 | 115,755 | 25.21 | 28     | –7  |
| Partit Republicà per la Independència i el Desenvolupament | 34,341  | 7.48  | 3      | Nou |
| Partit dels Treballadors                                   | 12,600  | 2.74  | 0      | Nou |
| Partit de la Nova Democràcia                               | 10,726  | 2.34  | 1      | Nou |
| Partit Unit Social Democràtic                              | 7,700   | 1.68  | 0      | –17 |
| Partit pel Desenvolupament, la Democràcia i la Ciutadania  | 7,076   | 1.54  | 0      | Nou |
| Aliança Democràtica                                        | 6,321   | 1.38  | 1      | +1  |
| Partit Social Democràtic                                   | 6,319   | 1.38  | 0      | –   |
| Aliança de Forces Patriòtiques                             | 5,869   | 1.28  | 0      | 0   |
| Centre Democràtic                                          | 5,438   | 1.18  | 0      | Nou |
| Partit Democràtic Popular                                  | 5,353   | 1.17  | 0      | Nou |
| Partit del Progrés                                         | 3,095   | 0.67  | 0      | Nou |
| Partit Democràtic Guineà                                   | 3,068   | 0.67  | 0      | Nou |
| Unió Patriòtica Guineana                                   | 2,809   | 0.61  | 0      | Nou |
| Partit Democràtic Socialista                               | 1,697   | 0.37  | 0      | 0   |
| Unió Nacional per la Democràcia i el Progrés               | 1,328   | 0.29  | 0      | 0   |
| Partit de la Reconciliació Nacional                        | 783     | 0.17  | 0      | New |
| Partit Socialista                                          | 639     | 0.14  | 0      | –   |
| Moviment Democràtic Guineà                                 | 638     | 0.14  | 0      | 0   |
| Lliga Guineana per la Protecció Ecològica                  | 233     | 0.05  | 0      | –   |
| Nuls/blancs                                                | 27,735  | –     | –      | –   |
| Total                                                      | 486,873 | 100   | 100    | 0   |
| Votants registrats/participació                            | 593,739 | 82.00 | –      | –   |
| Font: African Elections Database                           |         |       |        |     |

## Conseqüències
Soldats rebels van atacar la casa del president Vieira en les primeres hores del 23 de novembre. Els soldats van disparar foc d'artilleria a la casa i van ser capaços d'entrar-hi durant una batalla de tres hores amb guàrdies de Vieira, però van ser repel·lits sense arribar mai a Vieira, que era a la casa en aquell moment però va resultar il·lès. Dos dels guàrdies de Vieira van morir en l'atac. Vieira va fer una conferència de premsa el mateix dia en què va dir que l'atac tenia "un sol objectiu: liquidar-me físicament", alhora que afirmava que "la situació està sota control". El secretari general de l'ONU Ban Ki-moon va expressar preocupació i va instar els soldats rebels a "abstenir-se de qualsevol mesura que pogués desestabilitzar encara més al país", mentre que Shola Omoregie va dir que era "inacceptable que després de les eleccions legítimes poguesin atacar el president i intentar matar-lo." El president del PAIGC Gomes Júnior va dir que els problemes en el segle XXI no s'havien de resoldre a través de la violència. El govern va al·legar que Alexandre Tchama Yala estava darrere de l'atac, mentre que també s'afirmava que Tchama Yala i alguns dels participants en l'atac estaven vinculats a Bubo Na Tchuto, que va ser detingut a Gàmbia a l'agost, però va ser posat en llibertat més tard.
El 3 de desembre Senegal va dir que havia arrestat Alexandre Tchama Yala. El govern de Guinea Bissau va declarar el 6 de desembre que havia estat detingut a Gàmbia i que Alfredo Malu, exdirector adjunt d'Intel·ligència que es pensava que era col·laborador del president del PRS Kumba Ialá, havia estat detingut. El govern també va anunciar el 6 de desembre que totes les manifestacions públiques ern prohibides de moment, a causa de la inseguretat. Alfredu Malu va ser alliberat ràpidament a causa de la falta de proves.
En una reunió del Comitè Central del PAIGC el 6 de desembre el vicepresident segon del PAIGC Raimundo Pereira fou elegit com a candidat del partit al càrrec de president de l'Assemblea Nacional Popular, derrotant Francisco Benante, qui va ocupar el càrrec durant la legislatura anterior, i Hélder Proença. Benante criticà el resultat, amb l'argument que el mètode de votació utilitzat pel Comitè Central era il·legal, mentre que Proença es va comprometre a presentar-se com a candidat quan la votació es dugués a terme a l'Assemblea Nacional del Poble, tot i la decisió del partit.
El 17 de desembre el Tribunal Suprem va rebutjar la sol·licitud de l'anul·lació dels resultats en alguns districtes. Després de la decisió del Tribunal Suprem, IIalá va acceptar la victòria del PAIGC en una conferència de premsa el 18 de desembre dient que el PRS actuaria com a oposició constructiva.
El 22 de desembre els diputats recentment elegits van jurar i Raimundo Pereira va ser escollitt com a President de l'Assemblea Nacional del Poble. Va rebre 60 vots, mentre que Proença n va rebre 37. D'acord amb els resultats de les eleccions, Vieira va nomenar al president del PAIGC Carlos Gomes Júnior com a primer ministre el 25 de desembre. en aquesta ocasió Gomes va dir que el seu govern se centraria en "el bon govern i una reforma del sistema de justícia" i que ell i Vieira "deixarien de banda les diferències personals" per tal de treballar cap a la solució dels problemes del país.
El govern encapçalat per Gomes va ser nomenat el 7 de gener de 2009, amb 21 ministres i 10 secretaris d'Estat; tots els 31 membres del govern eren membres del PAIGC. Només es van mantenir quatre membres de l'anterior govern de Correia.